# Miroslav Hubmajer
Miroslav Hubmajer, slovenski častnik in dobrovoljec, * 1851, † 1910.
Med vsemi  dobrovoljci Slovenci  je bil najbolj znan Ljubljančan Hubmajer Miroslav ali »Črni Miroslav«, kakor so ga imenovali vstaši. Služil je kot topničarski podčastnik v Segedinu, kjer se je seznanil s Srbi. Bil je po poklicu stavec in je 24 let star odšel med vstaše, kjer si je kmalu pridobil ime največjega junaka. O njegovih hrabrih podvigih  so se širile med narodom cele zgodbe in tudi evropsko časopisje je nekaj pisalo o njem.
Hubmajer je najprej četoval v Hercegovini okrog Trebinja, pozneje pa je kot odposlanec vstašev odpotoval z dr. Kosto Grujićem na Cetinje, da bi črnogorskega kneza Nikolo pregovorila za vojno proti Turkom, ali pa ga vsaj pridobila za kako drugo uspešno pomoč vstašem. V Črni gori je vojvoda Vrbica, minister za notranje zadeve, oba prijazno sprejel in jih predstavil vsem veljakom in gostom, ki so se takrat mudili na Cetinju. Hubmajerja je črnogorski knez še posebno odlikoval, ko mu je po vojvodi Vrbici v znak priznanja za njegove zasluge v borbi proti Turkom podaril lep revolver s pasom in 60 naboji. Po končani misiji, o kateri ni znano, kako je uspela, se je Hubmajer vrnil v Hercegovino, kjer je naprej četoval, dokler ga ni vrhovno poveljstvo vstašev poslalo na zgornjo Uno v Bosni, da bi prevzel poveljstvo nad vstaši in jih organiziral. Medtem pa se je pokazalo, da posamezne čete ne morejo doseči popolnega uspeha v bojih proti Turkom. Zato se je zbralo sredi decembra v Jamnici, zahaodno od Une, 85 vstaških vodij,12 da si izvolijo skupnega poveljnika in določijo bojni načrt. Na zbor je prišel tudi Petar Mrkonjić in so nekateri predlagali njega za glavnega voditelja, ker je bil vnuk Karađorđa in se je kot dobrovoljec hrabro boril v francoski armadi proti Prusom ter dokazal svoje junaštvo v bojih na reki Loire. Toda vstaši na skupščini niso bili med seboj enotni; delili so se na pristaše kneza Milana in Srbije, ki so imeli večino, pristaše Petra Mrkonjića, ki so bili v manjšini, in na pristaše Avstrije. Med slednjimi je imel vodilno vlogo Petar Uzelac in z njimi so se združili nekateri privrženci kneza Milana ter so na ta način izigrali izvolitev Petra Mrkonjića za glavnega voditelja. Tako je bil za vodjo vstašev izbran Slovenec Hubmajer, ki je vodil srdite boje blizu Jamnice in skušal zavzeti tudi Kostajnico. Ko pa ni uspel, je udaril s svojimi vstaši na Turke pri Topoli, dve uri daleč od Jamnice in izboril sijajno zmago nad njimi ter jih popolnoma razpršil. Pod vplivom te zmage so vstaši prisegli na zastavo, da se hočejo do zadnjega boriti in raši vsi poginiti, kakor pa priznati in trpeti turško gospostvo.
Hubmajer se je pozneje, ko je leta 1876 Srbija napovedala Turčiji vojno, udeležil bojev na Javoru in pri Deligradu. Ruski general Černjajev, ki je prihitel s številnimi dobrovoljci iz Rusije na pomoč Srbiji in postal glavni poveljnik srbske vojske, ga je zaradi njegovih sposobnosti na svojo odgovornost povzdignil v podporočnika. 
1. 1 2 3 4  Slovenska biografija — Znanstvenoraziskovalni center Slovenske akademije znanosti in umetnosti. — ISSN 2350-5370